# Сајдман (Пенсилванија)
Сајдман (енгл. Sidman) насељено је место без административног статуса у америчкој савезној држави Пенсилванија.

## Демографија
По попису из 2010. године број становника је 431.
| Група             | 2000.    | 2010.       |
| Белци             | 0 (0,0%) | 430 (99,8%) |
| Афроамериканци    | 0 (0,0%) | 0 (0,0%)    |
| Азијати           | 0 (0,0%) | 0 (0,0%)    |
| Хиспаноамериканци | 0 (0,0%) | 0 (0,0%)    |
| Укупно            | 0        | 431         |